# Raison, Déraison
Pour plus de détails, voir Fiche technique et Distribution.
Raison, Déraison (Inner Workings) est un court métrage d'animation américain réalisé par Leo Matsuda et qui est sorti en même temps que Vaiana : La Légende du bout du monde, le 13 novembre 2016 aux États-Unis.

## Fiche technique
- Titre original : Inner Workings
- Titre français : Raison, Déraison
- Réalisation : Leo Matsuda
- Scénario : Leo Matsuda
- Montage :
- Musique :
- Animation :
- Production : Sean Lurie

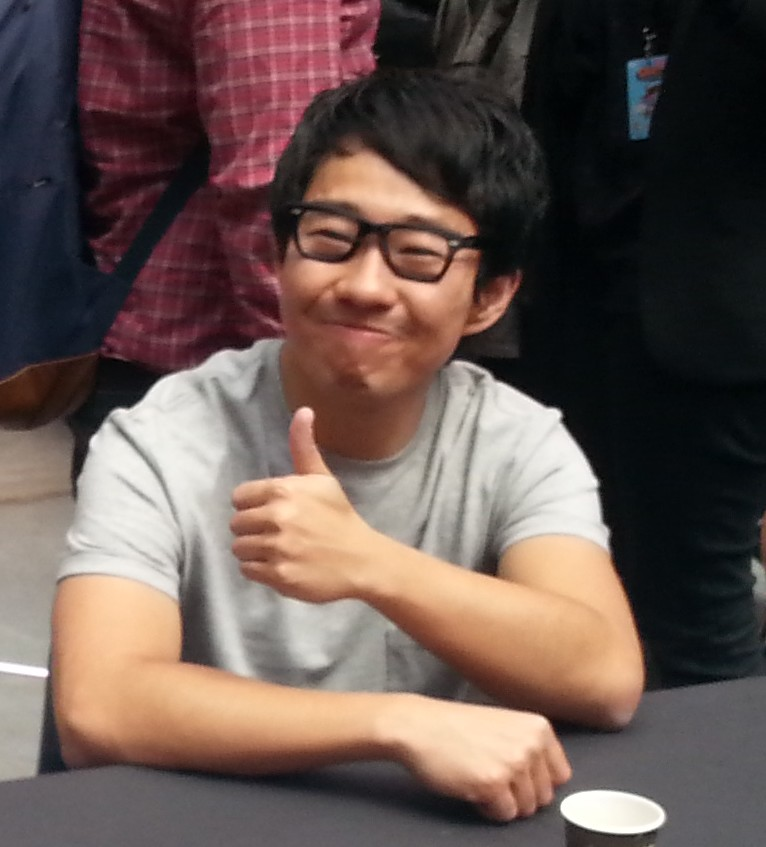
Leo Matsuda à l'avant-première du film au festival international du film d'animation d'Annecy 2016.

- Sociétés de production : Walt Disney Animation Studios et Walt Disney Pictures
- Société de distribution : Walt Disney Studios Motion Pictures International
- Pays d’origine :  États-Unis
- Durée : 6 minutes 23 secondes
- Date de sortie :
  -  France : 17 juin 2016 (FIFA 2016)
  -  États-Unis : 23 novembre 2016